# Aleksandar Marks
Aleksandar Marks (Čazma, 1922. – 7. rujna, 2002.) autor animiranih filmova i jedan od osnivača Zagrebačke škole crtanog filma, redatelj, ilustrator i grafičar

## Životopis
Završava Akademiju likovnih umjetnosti u Zagrebu.  Animiranim filmom počinje se baviti 1952. Duga film tih godina okuplja sve važnije autore, među njima i A. Marksa. Poduzeće Duga film se ukida zbog tadašnje krize uzrokovane sovjetskom blokadom. Marks nastavlja raditi u Zora film-u, gdje zajedno s Nikolom Kostelcem režira Crvenkapicu, prvi animirani film u boji na ovim prostorima. Crvenkapica 1954. godine dobiva diplomu u Berlinu, prvo međunarodno priznanje zagrebačkim animatorima. U to vrijeme surađuje s Dušanom Vukotićem i Nikolom Kostelcem kao glavni crtač na reklamnim filmovima. 1956. godine sudjeluje u osnivanju Zagreb filma. Kao glavni crtač sudjeluje na izradi Nestašnog robota D. Vukotića, zatim Cowboy Jimmy i s N. Kostelcem stvara film Na livadi.
Vatroslav Mimica ga angažira na izradi Samca. Između 1958. i 1963. zajedno stvaraju filmove: Happy end, Kod fotografa, Inspektor se vratio kući, Mala kronika.
Najvažnije filmove ostvaruje u suradnji s Vladimirom Jutrišom. Njihov film Muha (1966.) općenito se smatra remek djelom. Za "Udruženje radoznalih" igrano-lutkarsku seriju za djecu i mladež, prikazivanu na TVZ-u od 1969–1972. oblikovao je lutke Šutak Nešutak i izradio animirani film Lina Lena.
Po vokaciji je bio ilustrator i grafičar. Zanima ga isključivo dizajn, režija i glavni crtež. Animaciju prepušta suradniku Vladimiru Jutriši, s kojim je radio većinu filmova. Bavio se ilustriranjem knjiga i časopisa (Horizont, Horizontov zabavnik, Novela, Novine mladih). Kraće vrijeme radio je na stripu Neznanac.

## Nagrade
Za filmove je nagrađivan na mnogim svjetskim i domaćim festivalima. Dobitnik nagrade za životno djelo “Vladimir Nazor” 1981.

## Filmografija

### Animirani filmovi
- Crvenkapica (1955.)
- Proljetni zvuci (1960.)
- Criticus (1961.)
- Bijeli osvetnik (1962.)
- Metamorfoza (1964.)
- Moderna basna (1965.)
- Mrav dobra srca (1965.)
- Muha (1966.)
- Sizif (1967.)
- Put k susjedu (film A. Marksa i V. Jutriše) (1968.)
- Mala sirena (1968.)
- Pauk (1969.)
- Pčelica je rođena (1970.)
- Letač (1971.)
- Ecce homo (1971.)
- U paukovoj mreži (1971.)
- Zmijski jezik (1973.)
- Homo II (1973.)
- Kravar marko (1974.)
- Mora (1976.)
- Pogrebnik (1978.)
- Kako je ana kupila kruh (1979.)
- Crna ptica (1980.)
- Šaran (1981.)
- Opsesija (1982.)

## Vanjske poveznice
- tekst Borivoja Dovnikovića  Arhivirana inačica izvorne stranice od 14. siječnja 2005. (Wayback Machine)